# Marthe Figus
Marthe Figus, née le 27 octobre 1888 à Paris et morte le 28 novembre 1971 dans la même ville, est une chanteuse de music-hall et d'opérette, et une compositrice de chansons française.

## Biographie

### Jeunesse et famille
Marthe Louise Figus naît à Paris en octobre 1888, fille de Jean Figus et Émilie Gagey, journalière, son épouse.
Son père est longtemps artiste au théâtre Sarah Bernardt, son frère, Jacques Figus, artiste de music-hall, et la fille de celui-ci, Jacqueline Figus, danseuse dans les années 1940.
Au tout début des années 1930 et jusqu'à sa mort, Marthe Figus demeure 1, rue Huysmans,,. Elle y vit avec André Jomain, dit André de Jarcy, industriel et parolier, jusqu'au décès de ce dernier, en 1955,.

### Parcours
Lingère dans les années 1900, Marthe Figus débute sur scène en juillet 1910 au théâtre Femina, en remplaçant avec succès une chanteuse de la revue Bigre ! de Rip et Jacques Bousquet,. 
En 1915, elle remporte un autre succès dans la revue Taisez-vous ! Méfiez-vous ! de Michel Carré à La Scala, pour un rôle de commère,. À la même époque, elle co-signe avec le musicien Georges Hamel la musique de plusieurs chansons d'opérette. La plupart des paroles sont signées André de Jarcy, pseudonyme d'André Jomain. Marthe Figus pratique par ailleurs la conduite automobile, fait rare pour les femmes de son époque, et sa célébrité et son physique l'amènent à poser dans des tenues de stylistes en vogue : robes de Nicole Groult, manteau d'Amy Linker, fourrures signées H. Valenciennes. 
En 1921, dans Chanson d'amour, opérette d'Hugues Delorme et Henri Abric à la Comédie-Marigny, Marthe Figus crée le rôle de Carlina, une prestation saluée par la critique. Ce rôle de cantatrice italienne délurée marque le point d'orgue de sa carrière. Après un passage au Concert Mayol dans la revue Paris-Scandales, elle est engagée aux Folies Bergère en 1923. Sa carrière sur scène semble prendre fin dans le courant des années 1920.  
En 1933, Marthe Figus est impliquée dans un accident de la route à Viry-Châtillon, blessant grièvement un cycliste tandis qu'elle conduit la voiture d'André Jomain.  
Marthe Figus meurt en 1971 à Paris, 6 passage d'Enfer. Elle est inhumée au cimetière du Montparnasse, aux côtés d'André Jomain.

## Spectacles
(liste non exhaustive)
- 1910 : Bigre !, revue de Rip et Jacques Bousquet, théâtre Femina[11],[12]
- 1915 : Taisez-vous ! Méfiez-vous !, revue de Michel Carré, La Scala : une commère
- 1917 : T'as des visions, revue d'Henry Moreau et Quinel, La Cigale : une commère
- 1918 : T'en as du tabac ?, revue d'Émile Codey et Adolphe Couturet, théâtre de la Gaîté-Rochechouart[26]
- 1918 : Ah ! Celle-ci !, revue d'Henry Moreau et Vincent Velly, théâtre de la Gaîté-Rochechouart[26]
- 1921 : Chanson d'amour, opérette en 3 actes d'Hugues Delorme et Henri Abric, musique de Franz Schubert, adaptée par Henri Berté, Comédie-Marigny : Carlina
- 1922 : Paris-Scandales, revue, Concert Mayol
- 1923 : En pleine folie, revue de Lemarchand, Folies Bergère[24]

## Œuvres musicales
(partitions en partie disponibles sur Gallica)
- Sérénade de Mimi !, musique de Marthe Figus et Georges Hamel, paroles d'André de Jarcy, 1915
- Femina-printemps, chanson-marche, musique de Marthe Figus et Georges Hamel, paroles d'André de Jarcy, 1915
- Pour tes yeux jolis, musique de Marthe Figus et Georges Hamel, paroles d'André de Jarcy, 1915
- Pour un regard de toi, musique de Marthe Figus et Georges Hamel, paroles d'André de Jarcy, 1915
- C'était une orpheline, musique de Marthe Figus et Georges Hamel, paroles d'André de Jarcy, 1915
- La Barque d'amour, mélodie, musique de Marthe Figus et Georges Hamel, paroles de Philippe Febvre, 1915
- Yola ! Chanson japonaise, musique de Marthe Figus et Georges Hamel, paroles d'André de Jarcy et Philippe Febvre, 1915
- Ah ! Petit serpent ! Chansonnette grivoise, paroles de H. Tinant et André de Jarcy, musique de Marthe Figus et Georges Hamel,  1916
- Déclin d'amour ! Romance, paroles de H. Tinant et André de Jarcy, musique de Marthe Figus et Georges Hamel, 1916
- Louloute d'amour, musique de Marthe Figus et Georges Hamel, paroles d'André de Jarcy et Philippe Febvre, 1915